# Phương trình liên tục
Phương trình liên tục diễn tả một khái niệm chung về sự thay đổi liên tục của một đại lượng nào đó. Phương trình liên tục là một dạng của các định luật bảo toàn.

## Trong điện từ học
Trong điện từ học, phương trình liên tục được dẫn ra từ các phương trình Maxwell. Theo đó, div mật độ dòng bằng sự thay đổi mật độ điện tích nhưng ngược dấu:
{\displaystyle {\operatorname {div} \mathbf {j} }+{{\partial \rho } \over {\partial t}}=0}

### Dẫn dắt công thức
Theo định luật Ampe:
{\displaystyle {\operatorname {rot} \mathbf {H} }=j+{{\partial D} \over {\partial t}}}
Lấy div 2 vế, thu được:
{\displaystyle \operatorname {div} \operatorname {rot} \mathbf {H} ={\operatorname {div} \mathbf {j} }+{\partial  \over \partial t}\operatorname {div} \mathbf {D} }
nhưng vì div rot bằng không, vì vậy:
{\displaystyle \operatorname {div} \mathbf {j} +{\partial  \over \partial t}\operatorname {div} \mathbf {D} =0}
Theo định lý Gauss:
{\displaystyle \operatorname {div} \mathbf {D} =\rho }
Thay biểu thức trên vào phương trình trước, ta thu được phương trình liên tục.

### Giải thích
Mật độ dòng - là chuyển động của các điện tích. Phương trình liên tục nói rằng, nếu điện tích thoát ra từ một thể tích sai biệt (nghĩa là div của mật độ dòng luôn dương), thì số lượng điện tích bên trong thể tích sẽ giảm xuống. Trong trường hợp này vận tốc thay đổi mật độ điện tích là đại lượng âm.

## Lý thuyết sóng
Trong lý thuyết về sóng, phương trình liên tục là định luật bảo toàn năng lượng trong một đơn vị thể tích có sóng lan truyền. Dạng vi phân của nó như sau:
{\displaystyle \operatorname {div} \mathbf {j} +{\frac {\partial w}{\partial t}}=0}
trong đó  {\displaystyle \mathbf {j} =\mathbf {j} (x,y,z,t)} - là vec-tơ mật độ dòng năng lượng tại điểm có tọa độ  {\displaystyle \left(x,y,z\right)} tại thời điểm {\displaystyle \,t}, {\displaystyle \,w=w(x,y,z,t)} - là mật độ năng lượng.

### Dẫn dắt
Theo định nghĩa, vec-tơ mật độ dòng năng lượng - là vec-tơ có môdul bằng năng lượng chuyển qua một đơn vị diện tích vuông góc với hướng truyền năng lượng trong một đơn vị thời gian, nghĩa là {\displaystyle j={\frac {dW}{dtdS_{\bot }}}}, còn hướng của vec-tơ trùng với hướng truyền năng lượng. Khi đó năng lượng trong một đơn vị thời gian từ một thể tích V:
{\displaystyle \oint \limits _{S}{\mathbf {j} d\mathbf {S} }={\frac {dW_{out}}{dt}}}
Theo định luật bảo toàn năng lượng {\displaystyle {\frac {dW_{out}}{dt}}=-{\frac {dW_{in}}{dt}}}, trong đó {\displaystyle W_{in}} - năng lượng trong thể tích V. Theo định nghĩa, mật độ năng lượng - năng lượng của một đơn vị thể tích, khi đó năng lượng toàn phần trong phần thể tích V bằng:
{\displaystyle W_{in}=\int \limits _{V}{wdV}}
Khi đó biểu thức cho dòng năng lượng có dạng:
{\displaystyle \oint \limits _{S}{\mathbf {j} d\mathbf {S} }=-{\frac {d}{dt}}\int \limits _{V}{wdV}=-\int \limits _{V}{{\frac {\partial w}{\partial t}}dV}}
Áp dụng công thức Gauss-Ostrogradsky cho phần bên trái, thu được:
{\displaystyle \int \limits _{V}{\operatorname {div} \mathbf {j} dV}=-\int \limits _{V}{{\frac {\partial w}{\partial t}}dV}}
Do chọn bất kỳ thể tích, nên ta thu được dạng vi phân của phương trình liên tục.

## Thủy động lực học
Trong thủy động lực học, phương trình liên tục còn được gọi là phương trình không gián đoạn. Nó biểu diễn định luật bảo toàn khối lượng trong một đơn vị thể tích, nghĩa là sự liên tục của dòng chất lỏng hoặc khí. Dạng vi phân của nó như sau:
{\displaystyle {\frac {\partial \rho }{\partial t}}+\operatorname {div} \rho \mathbf {v} ={\frac {\partial \rho }{\partial t}}+\rho \operatorname {div} \,\mathbf {v} +\mathbf {v} \operatorname {grad} \rho =0}
trong đó {\displaystyle \rho =\rho \left(x,y,z,t\right)} - mật độ chất lỏng (khí), {\displaystyle \mathbf {v} =\mathbf {v} \left(x,y,z,t\right)} - vec-tơ vận tốc chất lỏng (khí) tại điểm có tọa độ tại thời điểm {\displaystyle \,t}.
Vec-tơ {\displaystyle \mathbf {j} =\rho \mathbf {v} } gọi là mật độ dòng chất lỏng. Hướng của nó trùng với hướng của dòng chảy, còn giá trị tuyệt đối được xác định bằng lượng chất chảy trong một đơn vị thời gian qua một đơn vị diện tích vuông góc với vec-tơ vận tốc.
Đối với chất lỏng không bị nén  {\displaystyle \,\rho =\operatorname {const} }. Vì thế phương trình có dạng:
{\displaystyle \operatorname {div} \,\mathbf {v} =0}
từ đó suy ra tính sôlenoit của trường vận tốc.

## Cơ học lượng tử
Trong cơ học lượng tử phi tương đối tính, phương trình liên tục được dẫn ra từ sự bảo toàn xác suất. Gọi P(x, t) - mật độ xác suất, khi đó phương trình liên tục như sau:
{\displaystyle \operatorname {div} \mathbf {j} +{\frac {\partial }{\partial t}}P(x,t)=0}
trong đó j - dòng xác suất.